# Цхамі
Цхамі (груз. ცხამი) — село в Грузії.
За даними перепису населення 2014 року в селі проживає 503 осіб.